# Dyschromia arlekina
Dyschromia arlekina – fizjologiczne zmiany skórne na ciele noworodka, będące odzwierciedleniem niedojrzałości i przejścia z życia wewnątrzmacicznego do pozamacicznego.
Jest to rzadko występujące zaburzenie naczyniowe, które pojawia się bezpośrednio po porodzie. Spotykane jest najczęściej u noworodków z małą masą urodzeniową ciała. Polega na zmianie zabarwienia skóry między podłużnymi częściami ciała noworodka. Podział barw przebiega w linii środkowej ciała. W momencie gdy noworodek zostanie położony na boku, górna część ciała staje się blada, a dolna czerwona. Po ułożeniu dziecka na drugim boku, następuje odwrócenie barw. Stan ten jest przejściowy i trwa od 30 sekund do 20 min.